# فیلپ ماتزیمبکر
فیلپ ماتزیمبکر (انگلیسی: Filipe Matzembacher؛ زادهٔ ۲۰ ژوئن ۱۹۸۸) نویسنده، و کارگردان فیلم اهل برزیل است. وی از سال ۲۰۰۹ میلادی تاکنون مشغول فعالیت بوده‌است.